# Тагвети
Тагвети (груз. თაგვეთი) — село в Грузии. Находится в Хашурском муниципалитете края Шида-Картли. Высота над уровнем моря составляет 720 метров. Население — 56 человек (2014).